# Żółtobrody
Żółtobrody – brytyjska komedia filmowa z 1983 roku w reżyserii Mela Damskiego, zrealizowana na podstawie scenariusza Grahama Chapmana, Petera Cooka, Bernarda McLenny i Davida Sherlocka.
Film opowiada o fikcyjnym piracie Żółtobrodym, którego postać była oparta na biografiach piratów przełomu XVII i XVIII wieku w rodzaju Henry’ego Morgana.
W filmie wykorzystano żaglowiec zbudowany w 1960 roku na potrzeby filmu Bunt na Bounty.

## Obsada
- Graham Chapman – Kapitan Żółtobrody
- John Cleese – Harvey „Ślepy” Pew
- Eric Idle – komandor Clement
- Peter Boyle – bosman Moon
- Cheech Marin – El Segundo
- Tommy Chong – El Nebuloso
- Peter Cook – Lord Lambourn
- Marty Feldman – Gilbert
- Martin Hewitt – Dan, syn Żółtobrodego
- Michael Hordern – dr Gilpin
- Madeline Kahn – Betty, żona Żółtobrodego
- James Mason – kapitan Hughes
- Kenneth Mars – pan Crisp i Verdugo
- Spike Milligan – Flunkie
- Stacy Nelkin – Triola
- Bernard Mckenna – Askey
- Nigel Planer – Mansel
- David Bowie – marynarz udający rekina